# Сириус ФМ-6
«Сириус ФМ-6» (англ. Sirius FM-6, другие названия: «Radiosat 6», «CD-Radio 6») — коммерческий спутник для трансляции спутникового радио, принадлежащий североамериканскому оператору спутниковой связи Sirius XM Radio (Satellite CD Radio, Inc).
Космический аппарат (КА) предназначен для работы на высокой эллиптической орбите (ВЭО) и будет излучать сигнал вдвое более мощный, чем предыдущие спутники серии на территории Северной Америки. Кроме того, он станет самым большим и самым мощным спутником флота Sirius XM Radio.

## Конструкция
КА «Сириус ФМ-6» основан на платформе 1300-й серии Space Systems / Loral со сроком активного существования более 15 лет.
Сухая масса спутника составляет 2975 кг (стартовая масса полностью заправленного аппарата 6080 кг).
Мощность передаваемая модулю полезной нагрузки составляет 20 кВт.
Для коррекции орбиты, спутник оснащен российскими плазменными двигателями СПД-100.
Первоначально планировалось, что спутник будет запущен на высокоэллиптическую орбиту 23975 × 46983 км и наклонением 63,4°. Тем не менее, позже было решено, что спутник будет геостационарным и будет работать в точке 116,15° з.д..
Полезная нагрузка КА «Сириус ФМ-6» состоит из одного транспондера, который работает в кросс-диапазонном режиме, то есть принимает сигнал от земных станций Sirius XM Radio в X-диапазоне на частотах 7025—7075 МГц и излучает в S-диапазоне на частотах спутникового радио 2320,0—2332,5 МГц. На этих же частотах осуществляется передача служебных команд и получение телеметрии.

## Перенос запуска
10 ноября 2011 года на космодром Байконур была доставлены блоки ракета-носителя «Протон-М» и 16 ноября началась её сборка.
13 декабря 2011 года самолёт Ан-124-100 «Руслан» авиакомпании «Полет» доставил на Байконур разгонный блок Бриз-М, который будет использоваться в составе ракеты-носителя «Протон-М» для выведения на орбиту спутника.
24 декабря 2011 КА был доставлен на космодром.
Запуск был намечен на январь 2012, но позже был перенесён на 5 марта.
После того как у спутника SES 4, запущенного 14 февраля 2012 года и созданного на той же платформе SS/L 1300, возникли неполадки в системе раскрытия солнечных панелей, запуск «Сириус ФМ-6» был отложен на неопределённый срок для проведения дополнительных проверок; для устранения выявленных неполадок спутник был отправлен на завод-изготовитель.
Подготовленный же для запуска «Sirius FM-6» РН «Протон-М» и разгонный блок Бриз-М по-видимому были использованы для запуска другой полезной нагрузки.

## Запуск спутника
Подготовка к запуску
22 июля 2013 года в монтажно-испытательном корпусе (МИК) площадки 92А космодрома Байконур начались работы по сборке ракеты-носителя «Протон-М».
27 августа 2013 года из  ГКНПЦ им. Хруничева на космодром  был доставлен разгонный блок «Бриз-М», который будет использоваться для выведения спутника на орбиту.
6 сентября «Сириус ФМ-6» был доставлен на космодром.
7 октября 2013 года в МИКе 92-А50 космодрома началась сборка космической головной части. Работы включают в себя: механическую и электрическую сборку КА  с разгонным блоком и «накатку» головного обтекателя на космический аппарат, состыкованный с разгонным блоком. 14 октября 2013 года данные работы были завершены.
17 октября состоялся вывоз ракеты-носителя «Протон-М» с разгонным блоком «Бриз-М» и космическим аппаратом «Сириус ФМ-6»  на стартовый комплекс. Специалисты космодрома приступили  к работам по графику первого стартового дня.
По просьбе заказчика, в связи с неработоспособностью станции приёма информации в ЮАР, запуск был перенесён первоначально(?) с 20 на 21 октября, а затем на 25 октября.
Запуск
Пуск ракеты-носителя Протон-М со спутником был успешно произведён компанией International Launch Services 25 октября 2013 года в 22:08 по московскому времени (18:08 UTC) с площадки № 200 космодрома Байконур.
26 октября в 07:20 по московскому времени в соответствии с циклограммой полёта, после отделения от разгонного блока, космический аппарат Сириус ФМ-6 был выведен на целевую орбиту.